# Apenarend
De apenarend, ook wel Filipijnse apenarend (Pithecophaga jefferyi), is een roofvogel die in de regenwouden van de Filipijnen leeft. Op zoek naar voedsel, waaronder apen, zweeft deze roofvogel tussen de boomtoppen. De apenarend is ernstig bedreigd in zijn bestaan en komt nog slechts voor op de Filipijnse eilanden Luzon, Leyte, Samar en Mindanao. Het eerste nest is zelfs pas ontdekt in 1963. De vogel leeft merendeels verborgen in de boomkronen. De apenarend is de nationale vogel van de Filipijnen en wordt in het Filipijns Haring Ibon genoemd.

## Naamgeving
De soort werd ontdekt in 1896 door de Britse ornitholoog John Whitehead die hem met een korte beschrijving opstuurde naar het Natural History Museum met het verzoek de vogel naar zijn vader Jeffery te vernoemen. De eerste wetenschappelijk geldige beschrijving was van de Britse museumconservator William Robert Ogilvie-Grant.

## Kenmerken
De kop van de apenarend is versierd met lange bruine veren. Van boven is de arend bruin en van onderen wit. De vogel kan inclusief staart zo'n 1 meter lang worden met een spanwijdte van zo'n 1,9 meter met een gewicht van zo'n 6 kg bereiken en is daarmee een van de grootste arenden van de wereld. De vrouwtjes zijn over het algemeen groter dan de mannetjes.

## Verspreiding en leefgebied
De apenarend leeft verborgen in de regenwouden van de eilanden Luzon, Leyte, Samar en Mindanao. Het is een bosvogel die leeft in ongerept regenwoud met vooral plankwortelbomen, zowel in laagland als op steile hellingen tot 1800 m boven zeeniveau.

## Voedsel
De apenarend voedt zich voornamelijk met huidvliegers, zoals de Filipijnse vliegende kat, maar eet ook wel civetkatachtigen en apen. Soms eten ze ook slangen of grote vogels zoals neushoornvogels en kraaien.

## Voortplanting
De apenarend is zoals de meeste andere arenden monogaam. Een paartje blijft hun hele leven bij elkaar. Ze maken elke twee jaar een nest in de maanden september en oktober. Het nest wordt in een boomtop gemaakt, zo'n 35 meter boven de grond, waar het vrouwtje het ei uitbroedt. De incubatietijd van het ei is 58 tot 60 dagen. Het jong wordt nog zo'n vier tot vijf maanden door de ouders in het nest verzorgd. Het jong kan wel tot een maand of 17 afhankelijk blijven van de ouders. Daarna begint het ouderlijk paar opnieuw. De apenarend kan in gevangenschap een behoorlijke leeftijd bereiken. Van een exemplaar is bekend dat deze 42 jaar oud werd.

## Bedreigingen
De apenarend heeft een beperkt verspreidingsgebied en daardoor is de kans op uitsterven aanwezig. De grootte van de populatie werd in 2013 door BirdLife International geschat op 250-750 individuen en de populatie-aantallen nemen af. Er zijn een aantal oorzaken waardoor de soort bedreigd wordt in zijn voortbestaan. De eerste is het feit dat er nog maar zeer weinig exemplaren in het wild leven. De tweede oorzaak is de langzame voortplantingssnelheid. Deze langzame voortplantingssnelheid staat mogelijk onder druk doordat chemische bestrijdingsmiddelen, waarmee de Filipijnse apenarend via haar prooi in aanraking komt, de vruchtbaarheid aantasten. Het wetenschappelijk bewijs hiervoor is echter niet geleverd. De belangrijkste oorzaak is de vernietiging van de natuurlijke leefomgeving van de Filipijnse apenarend, het tropisch regenwoud. Het areaal aan primair regenwoud staat permanent onder druk van de toenemende Filipijnse bevolking en neemt in hoog tempo af. Daarnaast worden nog veel apenarenden slachtoffer van (illegale) jacht. Om deze redenen staat deze soort als ernstig bedreigd (kritiek) op de Rode Lijst van de IUCN.